# Рорер, Рафаэль
Рафаэ́ль Ро́рер (нем. Raphael Rohrer, родился 3 мая 1985) — лихтенштейнский футболист.

## Карьера

### Клубная
Воспитанник футбольного клуба «Шан». Выступал ранее за швейцарский клуб «Кур 97» и легендарный лихтенштейнский «Вадуц».

### В сборной
В сборной провёл 44 матча (с 2003 года), единственный гол забил 2 июня 2007 в ворота Исландии, сравняв на 69-й минуте счёт в матче с островитянами